# Ron Kulpa
Ronald Clarence Kulpa (né le 5 octobre 1968 à Saint-Louis, Missouri, États-Unis) est un arbitre des Ligues majeures de baseball depuis 1999.

## Biographie
Arbitre depuis 1992, Ron Kulpa est employé dans la Northwest League (1992), la Ligue Midwest (1993), la Ligue de Caroline (1994), la Southern League (1995-1996), la Texas League (1997) avant d'être promu dans la Ligue de la côte du Pacifique, une autre ligue de baseball mineur, en 1998. 
Ron Kulpa devient arbitre des Ligues majeures en 1999. C'est la dernière année où les officiels du baseball majeur travaillent dans une ligue ou une autre, la Ligue nationale dans le cas de Kulpa. En 2000, lorsque les officiels des ligues Nationale et Américaine sont regroupés, Kulpa commence à travailler dans les deux circuits.
À l'ouverture de la saison 2000, il est l'un des arbitres en poste dans la série entre les Cubs de Chicago et les Mets de New York, exceptionnellement jouée au Tokyo Dome de Tokyo, au Japon. Plus tard dans la saison, il est impliqué dans un incident notoire lorsqu'il réprimande le joueur Carl Everett des Red Sox de Boston au cours d'une partie. Furieux, ce dernier donne un coup de boule à Kulpa. Everett reçoit une suspension de 10 parties pour avoir attaqué physiquement un arbitre.
Ron Kulpa est un des arbitres en fonction lors du match des étoiles en 2001 et à l'occasion la même année d'officier pour la première fois en séries éliminatoires. Parmi ses assignements en éliminatoires, il travaille durant la Série de championnat 2005 de la Ligue américaine.

Il est arbitre derrière le marbre à Détroit lors du match sans point ni coup sûr de Justin Verlander le 12 juin 2007.
Il apparaît dans un des matchs de la Classique mondiale de baseball 2009 au Dodger Stadium de Los Angeles. 
Pour la première fois, il travaille en Série mondiale lors de la finale de 2011 entre Texas et Saint-Louis. Il suscite une certaine controverse lorsqu'une mauvaise décision rendue sur une balle à double jeu frappée par Matt Holliday dans le troisième match de la série ouvre la porte à une poussée de quatre points des Cardinals. Ces derniers remportent toutefois le match par un score élevé, 16-7, ce qui diminue la portée de la gaffe commise dans la quatrième manche. Kulpa admet son erreur après le match.
Kulpa porte le numéro de dossard 46 dans les Ligues majeures.